# Olympische Sommerspiele 1976
| Medaillenspiegel               | Medaillenspiegel   | Medaillenspiegel | Medaillenspiegel | Medaillenspiegel | Medaillenspiegel |
| Platz                          | Land               | G                | S                | B                | Ges.             |
| ------------------------------ | ------------------ | ---------------- | ---------------- | ---------------- | ---------------- |
| 1                              | Sowjetunion        | 49               | 41               | 35               | 125              |
| 2                              | DDR                | 40               | 25               | 25               | 90               |
| 3                              | Vereinigte Staaten | 34               | 35               | 25               | 94               |
| 4                              | BR Deutschland     | 10               | 12               | 17               | 39               |
| 5                              | Japan              | 9                | 6                | 10               | 25               |
| 6                              | Polen              | 7                | 6                | 13               | 26               |
| 7                              | Bulgarien          | 6                | 9                | 7                | 22               |
| 8                              | Kuba               | 6                | 4                | 3                | 13               |
| 9                              | Rumänien           | 4                | 9                | 14               | 27               |
| 10                             | Ungarn             | 4                | 5                | 13               | 22               |
| …                              | …                  | …                | …                | …                | …                |
| 20                             | Schweiz            | 1                | 1                | 2                | 4                |
| 40                             | Österreich         | –                | –                | 1                | 1                |
| Vollständiger Medaillenspiegel |                    |                  |                  |                  |                  |

Die Olympischen Sommerspiele 1976 (offiziell Spiele der XXI. Olympiade genannt) fanden vom 17. Juli bis zum 1. August 1976 in der kanadischen Stadt Montreal statt. Montreal ist nach Paris die zweite französischsprachige Stadt, die die Sommerspiele ausrichtet. 16 afrikanische Länder verzichteten auf die Teilnahme, weil Neuseeland zuvor den internationalen Sportbann gegen den Apartheid-Staat Südafrika gebrochen hatte, indem es gegen die dortige Rugby-Union-Nationalmannschaft gespielt hatte. Im Verlauf der Spiele zogen sieben weitere afrikanische Staaten sowie Guyana ihre Sportler ab. Im Vorfeld dieser Sommerspiele kam es zu großen Verzögerungen beim Bau der Sportstätten, da technische Probleme und Streiks der Bauarbeiter den Zeitplan erheblich durcheinanderbrachten; die Spiele mussten in einem unvollendeten Stadion eröffnet werden. Nach dem Terroranschlag bei den vorangegangenen Spielen in München stellten die Organisatoren in Montreal die Sicherheit der Athleten in den Mittelpunkt aller Bemühungen. Sicherheitskontrollen bestimmten das Bild an allen Wettkampfstätten.
Herausragende Sportler der Sommerspiele von Montreal waren der sowjetische Turner Nikolai Andrianow mit viermal Gold, zweimal Silber und einmal Bronze sowie der US-Schwimmer John Naber, der viermal Olympiasieger und einmal Silbermedaillengewinner wurde. Bei den Damen ragten die DDR-Schwimmerin Kornelia Ender mit viermal Gold und einmal Silber und die erst 14-jährige rumänische Turnerin Nadia Comăneci mit drei Goldmedaillen, einer Silber- und einer Bronzemedaille heraus. Als bisher einziger Gastgeber von Olympischen Sommerspielen blieb Kanada ohne Olympiasieg.

## Bewerbung
| Ergebnis der Wahl des Austragungsortes 1976 | Ergebnis der Wahl des Austragungsortes 1976 | Ergebnis der Wahl des Austragungsortes 1976 | Ergebnis der Wahl des Austragungsortes 1976 | Ergebnis der Wahl des Austragungsortes 1976 |
| Ort                                         | Land                                        | Runde 1                                     | Runde 2                                     |                                             |
| ------------------------------------------- | ------------------------------------------- | ------------------------------------------- | ------------------------------------------- | ------------------------------------------- |
| Montreal                                    | Kanada                                      | 25                                          | 41                                          |                                             |
| Moskau                                      | Sowjetunion                                 | 28                                          | 28                                          |                                             |
| Los Angeles                                 | Vereinigte Staaten                          | 17                                          | –                                           |                                             |

Im Jahr 1844 waren bereits die Montreal Olympic Games ausgetragen worden, bei denen Disziplinen wie der Sprint über 108 Yards, Hammerwurf, eine Meile Gehen, Hochschwung aus dem Stand und ein Dreimeilenlauf auf dem Programm standen. Über ein Jahrhundert später, nachdem sich Montreal bereits erfolglos um die Ausrichtung der Olympischen Winterspiele 1932 und 1944 beworben hatte, unternahm man einen weiteren Versuch für das Jahr 1956. Dieses Mal versuchte man die Sommerspiele zugesprochen zu erhalten. Doch auch hier zog das IOC mit Melbourne eine andere Stadt vor.
Während der Vorbereitungen auf die Weltausstellung Expo 67 in Montreal unternahm Bürgermeister Jean Drapeau eine Reise nach Lausanne. Dabei besuchte er auch das Olympische Museum und ließ sich dazu inspirieren, eine erneute Bewerbung für die Ausrichtung der Sommerspiele 1972 zu starten. Dies rief allerdings Diskussionen im Canadian Olympic Committee hervor, das eine Kandidatur von Calgary für die Winterspiele desselben Jahres favorisierte und durch eine gleichzeitige Kandidatur von Montreal dessen Chancen schwinden sah. Trotzdem konnte Drapeau das NOK überzeugen, die Bewerbungen beider Städte zu unterstützen. Bei der Wahl der Ausrichterstädte unterlagen beide kanadischen Bewerber, die Winterspiele wurden an das japanische Sapporo und die Sommerspiele nach München vergeben.
Montreal unternahm erneut eine Bewerbung um die Ausrichtung für 1976 und konnte sich für die Sommerspiele im Mai 1970 in Amsterdam im zweiten Wahlgang mit 41:28 Stimmen gegen Moskau durchsetzen, wobei vor allem der überzeugende Auftritt Drapeaus bei der Präsentation der Kandidatenstädte ausschlaggebend gewesen sein soll.

## Organisation
Die Organisation der XXI. Olympischen Sommerspiele in Montreal stand von Anfang an unter keinem guten Stern. Die kanadische Bundesregierung wollte keine Steuermittel zum Ausgleich eines eventuellen Finanzdefizits bereitstellen, diese mussten allein von der Stadt Montreal selbst oder der Provinz Québec kommen. Zur Finanzierung der Spiele wurde daher ein Münzprogramm bestehend aus 28 Silbermünzen zu 5 und 10 kanadischen Dollar sowie einer Goldmünze zu 100 kanadischen Dollar aufgelegt. Das Münzprogramm brachte jedoch nicht den erhofften Erfolg und statt der budgetierten 310 Millionen Dollar nahm das Organisationskomitee COJO nur 115 Millionen Dollar ein. Haupteinnahmequelle der Spiele wurde jedoch unerwartet die Olympialotterie. Statt der geplanten 32 Millionen Dollar wurden hier 235 Millionen kanadische Dollar eingespielt.
Schon bald nach Beginn des Baus der olympischen Sportstätten zeigte sich, dass die ursprünglich veranschlagten Kosten völlig aus dem Ruder liefen. Innerhalb nur weniger Jahre stieg die Inflationsrate in Kanada auf 40 % und damit auch die Baukosten von den ursprünglich veranschlagten 250 Millionen auf 700 Millionen Dollar. Dies führte auch dazu, dass die Bauarbeiter in Montreal höhere Löhne forderten, was in mehrwöchigen Streiks eskalierte und auch den Baufortschritt an den olympischen Sportstätten massiv beeinflusste. Als die rechtzeitige Fertigstellung in Frage stand, mussten die Arbeiter gerichtlich zur Arbeit gezwungen werden. Um überhaupt fertig zu werden und die Kosten etwas zu reduzieren, verzichtete man auf die Fertigstellung des Turmes am Olympiastadion und den Bau des Pressezentrums. Zudem schlug das Organisationskomitee vor, die Schwimmwettbewerbe aus dem Programm zu nehmen und erst im Herbst auszutragen, was das IOC aber ablehnte. Zwischenzeitlich gab es Spekulationen, das IOC könnte Montreal die Ausrichtung der Spiele entziehen und stattdessen erneut nach München vergeben. Auch das Ruhrgebiet brachte sich Anfang 1975 als Ersatzausrichter ins Spiel. Allen diesen Ansinnen erteilte das IOC jedoch eine Absage.
Auch personell musste das Organisationskomitee COJO schwere Rückschläge verkraften. Innerhalb weniger Monate verstarben die beiden Vizepräsidenten Pierre Charbonneau und Simon St. Pierre nach schwerer Krankheit bzw. nach einem Reitunfall.
Im Erscheinungsbild der Spiele orientierte man sich an den Olympischen Sommerspielen 1972 von München und übernahm die von Otl Aicher entworfenen Piktogramme und die Schriftart Univers. Als Hauptfarbe der Spiele wurde die Farbe Rot gewählt, auf die man in München noch bewusst verzichtet hatte. Das Logo der Spiele zeigt ein stilisiertes M über den olympischen Ringen. Wie seit 1972 üblich, wurde auch ein Maskottchen entworfen. Es handelt sich hier um einen schwarzen Biber namens Amik.

## Fackellauf

Fackel der XXI. Sommerspiele in Montreal 1976

Die olympische Fackel von Montreal hatte ein sehr schlichtes Design. Sie bestand aus einem in roter Farbe lackierten Aluminiumrohr mit weiß eingraviertem Emblem der XXI. Olympischen Sommerspiele und als Kopf aus einem schwarzen Zylinder mit mehreren Bohrungen, in dem die Flamme brennen sollte. Als Brennstoff für die Flamme wurde Olivenöl verwendet. Es wurden insgesamt 1250 Exemplare der Fackel hergestellt. Zur Sicherheit ließ das Organisationskomitee Ersatzflammen in sechs Grubenlampen während der Dauer der Spiele bereithalten.
Das olympische Feuer wurde am 13. Juli 1976 im Hain von Olympia von der griechischen Schauspielerin Maria Moscholiou mittels eines Hohlspiegels entzündet und an den griechischen Hochspringer Tassos Psilidis als erstem Fackelläufer weitergereicht. Zwei Tage später, am Abend des 15. Juli traf die Flamme im Panathinaiko-Stadion in Athen ein. Von Athen aus wurde das Feuer per Satellit nach Ottawa übertragen und dort durch einen Laserstrahl vor dem Parlamentsgebäude entzündet. In einer Stafette, in der jeder Läufer einen Kilometer zurücklegte, wurde die Flamme nach Montreal gebracht, wo sie am Abend des 16. Juli, dem Tag vor der Eröffnung eintraf und auf dem Hausberg von Montreal, dem Mont Royal entzündet wurde.
Bei der Eröffnungsfeier trugen die beiden letzten Fackelläufer die Flamme ins Stadion. Dies waren Sandra Henderson aus Toronto und Stéphane Préfontaine aus Montreal, beide 15 Jahre alt. Es war somit das erste Mal, dass das olympische Feuer von einem Pärchen entzündet wurde. Es wurden zwei Personen mit englischer und französischer Muttersprache ausgewählt, um die Zweisprachigkeit von Kanada zu symbolisieren. In einem weiteren Fackellauf wurde die Flamme von Montreal zum Segelhafen nach Kingston am Ontariosee getragen.

## Zeremonien

### Eröffnungsfeier
Die Eröffnungsfeier begann am 17. Juli 1976 um 15:02 Uhr vor 67.000 Zuschauern im Olympiastadion mit der Ankunft von Elisabeth II., Königin des Vereinigten Königreichs und kanadisches Staatsoberhaupt. Nach dem Abspielen der kanadischen Nationalhymne begann der Einmarsch der 92 teilnehmenden Nationen. Fahnenträger für die Mannschaft der Bundesrepublik Deutschland war der Springreiter Hans Günter Winkler, der zum sechsten Mal an Olympischen Spielen teilnahm. Für die Mannschaft der DDR trug die Fahne der Leichtathlet Hans-Georg Reimann. Die Mannschaft aus Österreich wurde vom Kanuten Günther Pfaff als Fahnenträger angeführt, das Schweizer Team vom Fechter Christian Kauter.
Anschließend erfolgten Ansprachen durch den Präsidenten des Organisationskomitees, Roger Rousseau, und den Präsidenten des IOC, Lord Killanin, sowie die Eröffnung der Spiele durch Königin Elisabeth, die als erstes Staatsoberhaupt die Eröffnungsrede in zwei Sprachen hielt, nämlich in Englisch und Französisch. Nach den vom IOC für jede Eröffnungsfeier vorgeschriebenen offiziellen Elementen wie dem Hissen der olympischen Fahne wurde die kleine Olympiaflagge von einer Delegation aus München unter der Leitung von Oberbürgermeister Georg Kronawitter zu den Klängen des Bayerischen Defiliermarsches offiziell an den Bürgermeister der Stadt Montreal, Jean Drapeau, überreicht. Die olympische Hymne wurde (nach einer Instrumentalversion in München) wieder auf Griechisch gesungen.
Im Anschluss führten Trachtengruppen aus Bayern und der Provinz Quebec verschiedene Folkloretänze auf, es wurden Tauben freigelassen und das olympische Feuer durch Sandra Henderson und Stéphane Préfontaine entzündet. Nach einer weiteren Tanzvorführung von Mädchengruppen sprach der Gewichtheber Pierre Saint-Jean den olympischen Eid für die Sportler und Maurice Forget den Eid für die Kampfrichter und Offiziellen, beide ebenfalls in Englisch und Französisch. Der Auszug der Nationen beschloss die Eröffnungsfeier.

### Schlussfeier
Bei der Schlussfeier, die am 1. August um 21 Uhr begann, war statt der Königin der Generalgouverneur von Kanada, Jules Léger, anwesend. Nach den Vorführungen von 500 Schulkindern wurden zu indianischer Musik fünf Indianerzelte in den Farben der olympischen Ringe aufgestellt. Weitere Indianer begleiteten die Athleten, die in loser Folge ins Stadion einmarschierten. Gemäß dem Protokoll des IOC wurden die Flaggen von Griechenland, Kanada und der UdSSR gehisst und deren Nationalhymnen gespielt. Lord Killanin erklärte die Spiele für beendet und lud „Die Jugend der Welt“ zu den Spielen der XXII. Olympiade nach Moskau ein. Unter den Klängen der olympischen Hymne wurde die olympische Fahne eingeholt. Anschließend blies der kanadische Jazzmusiker Maynard Ferguson ein Trompetensolo, währenddessen die olympische Flamme verlosch. Auf der Anzeigetafel wurden Bilder aus Moskau gezeigt und russische Lieder gespielt. Die Spiele der XXI. Olympiade waren beendet.

## Wettkampfstätten

### Parc Olympique

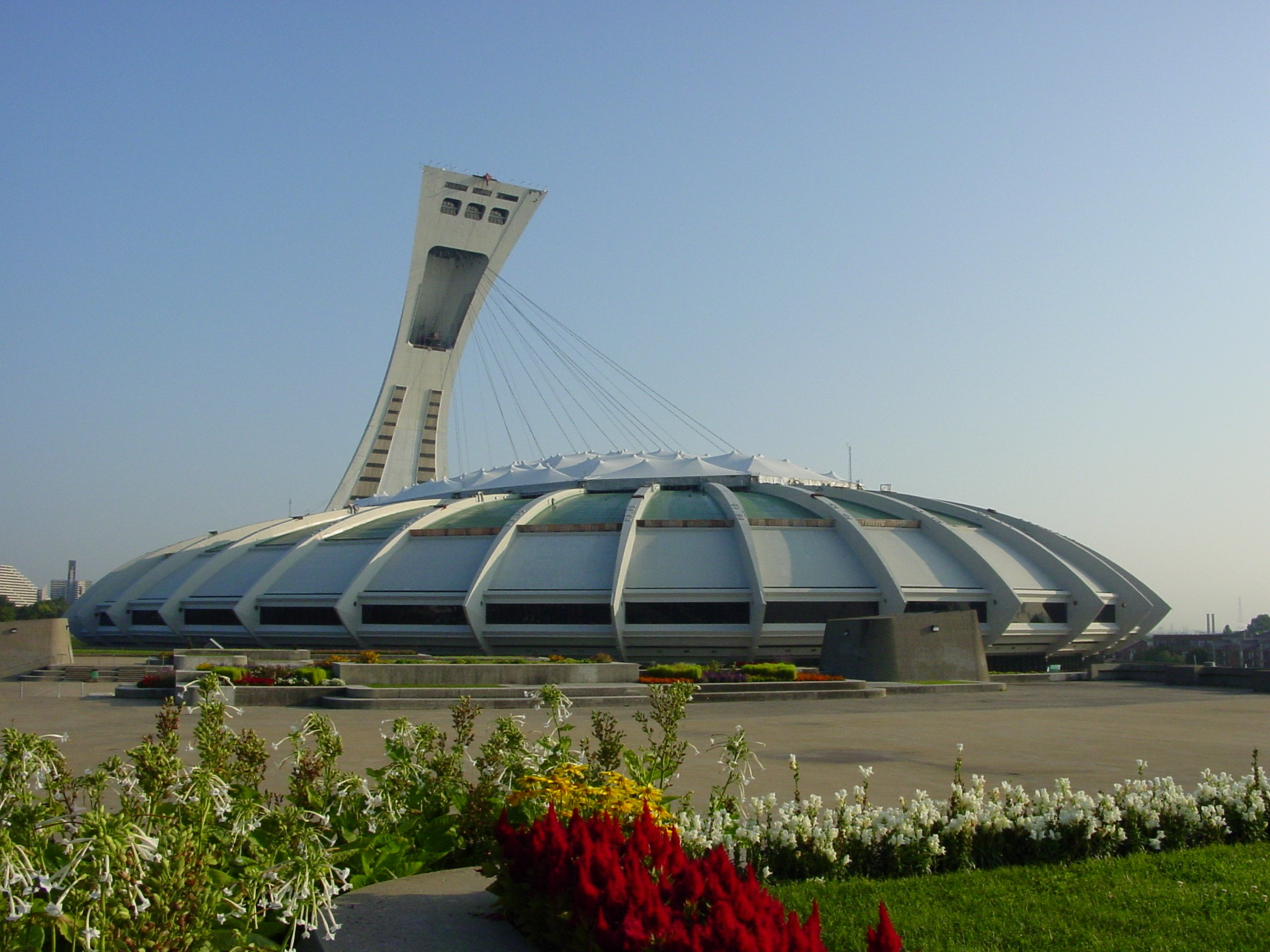
Das Olympiastadion Montreal

Zentrum der XXI. Olympischen Sommerspiele war der im Nordosten von Montreal gelegene Parc Olympique mit dem Olympiastadion als Hauptwettkampfstätte der Leichtathletik und Schauplatz der Eröffnungs- und Schlussfeier. Zusätzlich fanden im Olympiastadion auch noch der Mannschaftswettbewerb der Springreiter und das Endspiel des Fußballturniers statt.
Das Olympiastadion mit einer Kapazität von 70.000 Zuschauern hat die Form einer riesigen Betonmuschel und wurde vom französischen Architekten Roger Taillibert entworfen. Das Stadion wird von einem 175 Meter hohen 45° schiefen Turm, an dem bei Regenwetter ein Zeltdach heruntergelassen werden sollte, überragt. Zum Zeitpunkt der Spiele war der Turm jedoch noch nicht fertiggestellt, dies geschah erst 1987. Beim Bau des Stadions kam es wegen mehrerer Streiks der Bauarbeiter und Schwierigkeiten mit der Bodenbeschaffenheit im Parc Olympique zu großen Verzögerungen, die eine Fertigstellung des Turmes nicht zuließen. Während der Spiele war an der Stelle, an der der Turm entstehen sollte, ein Baukran über dem Stadion zu sehen.

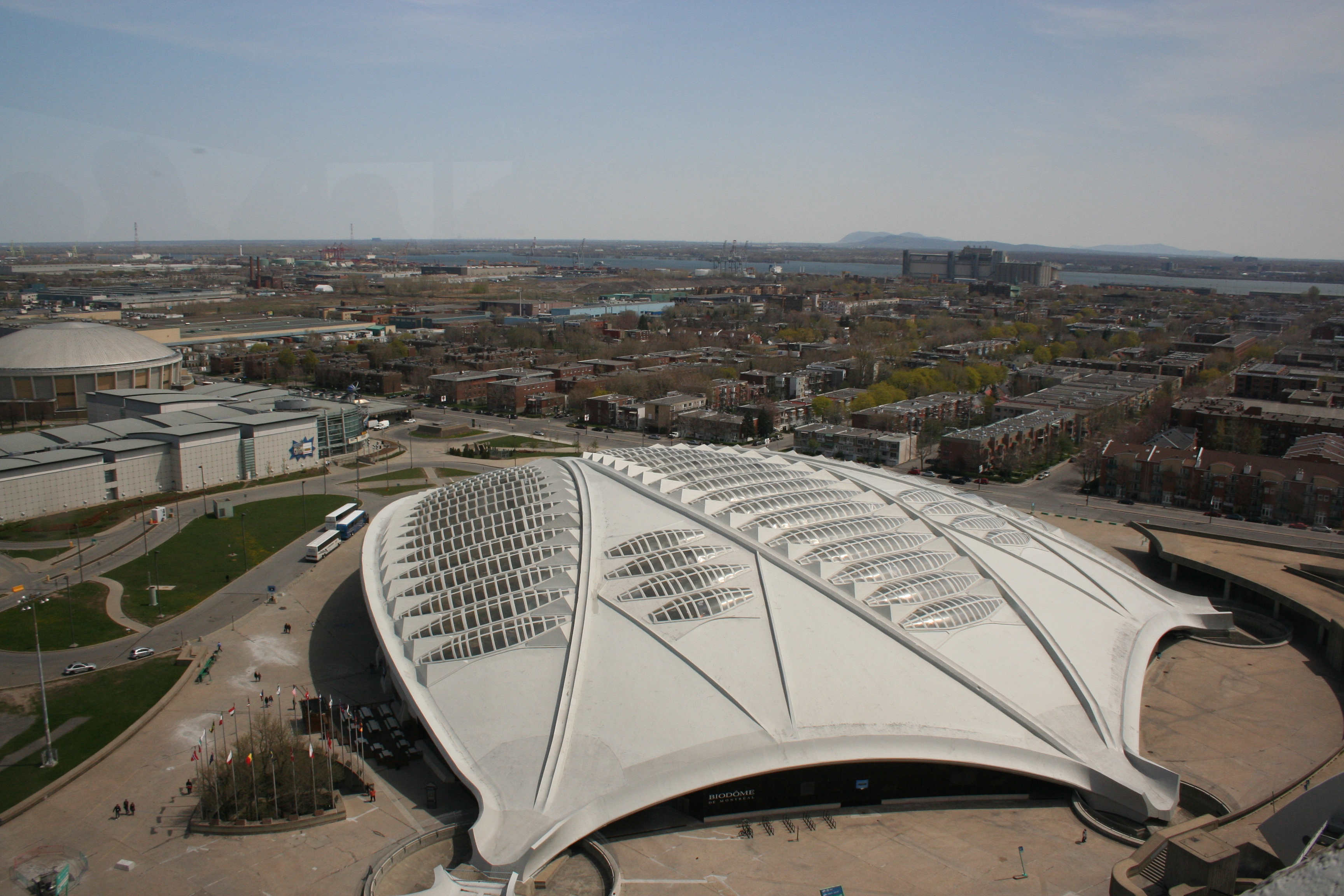
Rechts das Velodrom für die Radsport- und Judowettbewerbe und links die Maurice Richard Arena

Am Fuße des Turmes befindet sich die Schwimmhalle mit einer Kapazität von 10.000 Sitzplätzen, in der die Schwimmwettbewerbe und das Turm- und Kunstspringen stattfanden. Ebenfalls an das Olympiastadion angebaut ist das 7.500 Zuschauer fassende, schildkrötenähnliche Velodrom, in dem die Bahnrad- und Judowettbewerbe abgehalten wurden.
Ein weiterer Teil des Parc Olympique ist die Aréna Maurice-Richard, die nach dem kanadischen Eishockeyprofi Maurice Richard benannt ist und ein Fassungsvermögen von 5.660 Zuschauerplätzen hat. In dem runden Kuppelbau fanden die Wettbewerbe im Boxen und Ringen statt. Daneben steht das Centre Pierre-Charbonneau, in dem ebenfalls Ringerwettbewerbe ausgetragen wurden. Diese Sportstätte mit 2.000 Sitzplätzen ist nach dem Vizepräsidenten des Organisationskomitees benannt, der wenige Monate vor den Olympischen Spielen gestorben war.

### Weitere Wettkampfstätten im Stadtgebiet von Montreal

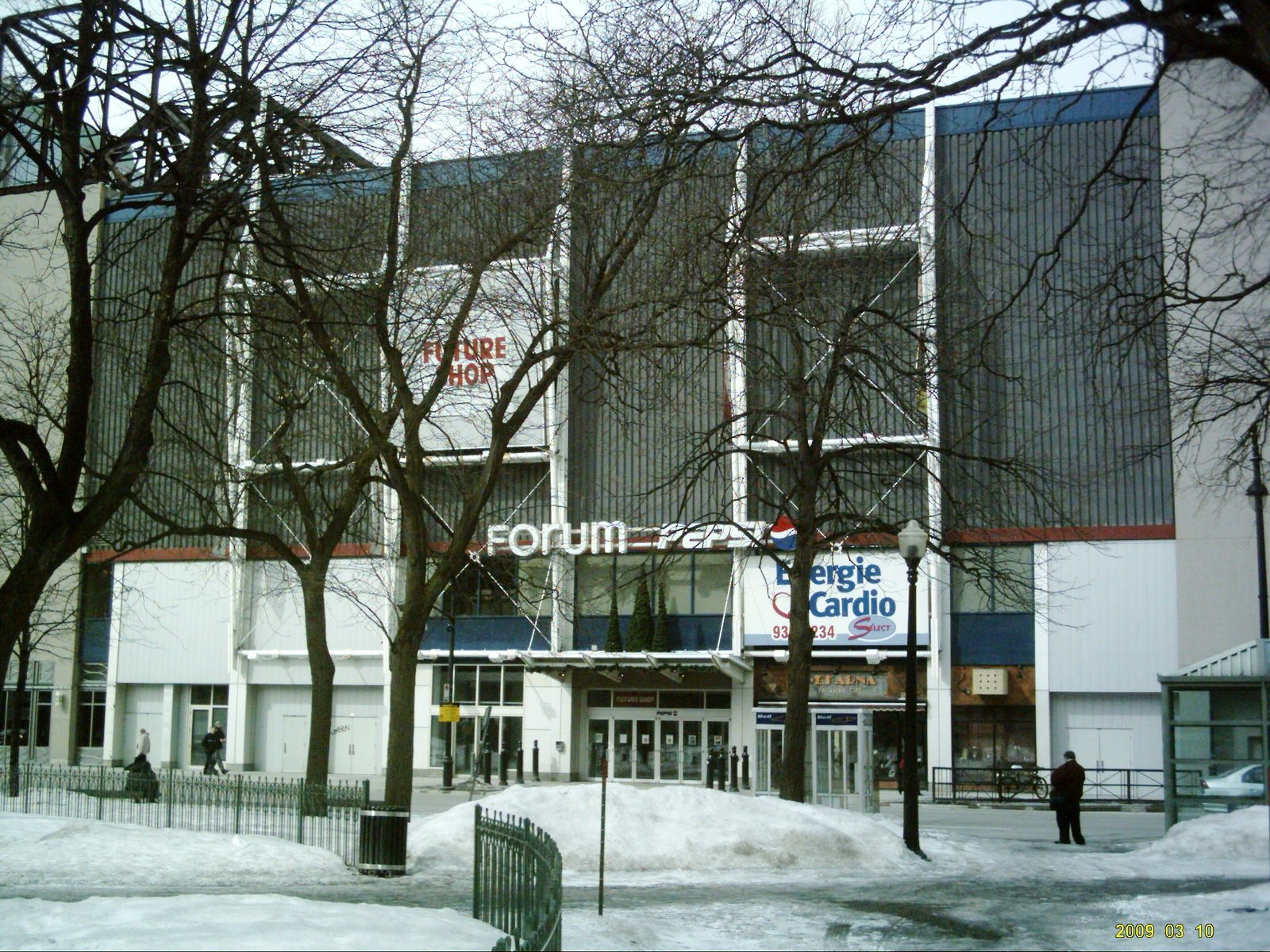
Das Forum de Montréal

Auf der Île Notre-Dame im Sankt-Lorenz-Strom wurde das olympische Regattabecken für die Ruder- und Kanuwettbewerbe gebaut. Der Complexe sportif Claude-Robillard im Norden der Stadt besteht aus einer Sport- und einer Schwimmhalle in der die Hand- und Wasserballspiele stattfanden. Für die Basketballwettkämpfe wurde das 5000 Zuschauer fassende Centre Étienne-Desmarteau gebaut, für das Gewichtheben die bereits vorhandene Aréna Saint-Michel genutzt. Die Volleyballspiele konnten im bereits 1960 erbauten Centre Paul-Sauvé stattfinden. Alle drei Hallen befinden sich im nördlichen Teil Montreals.

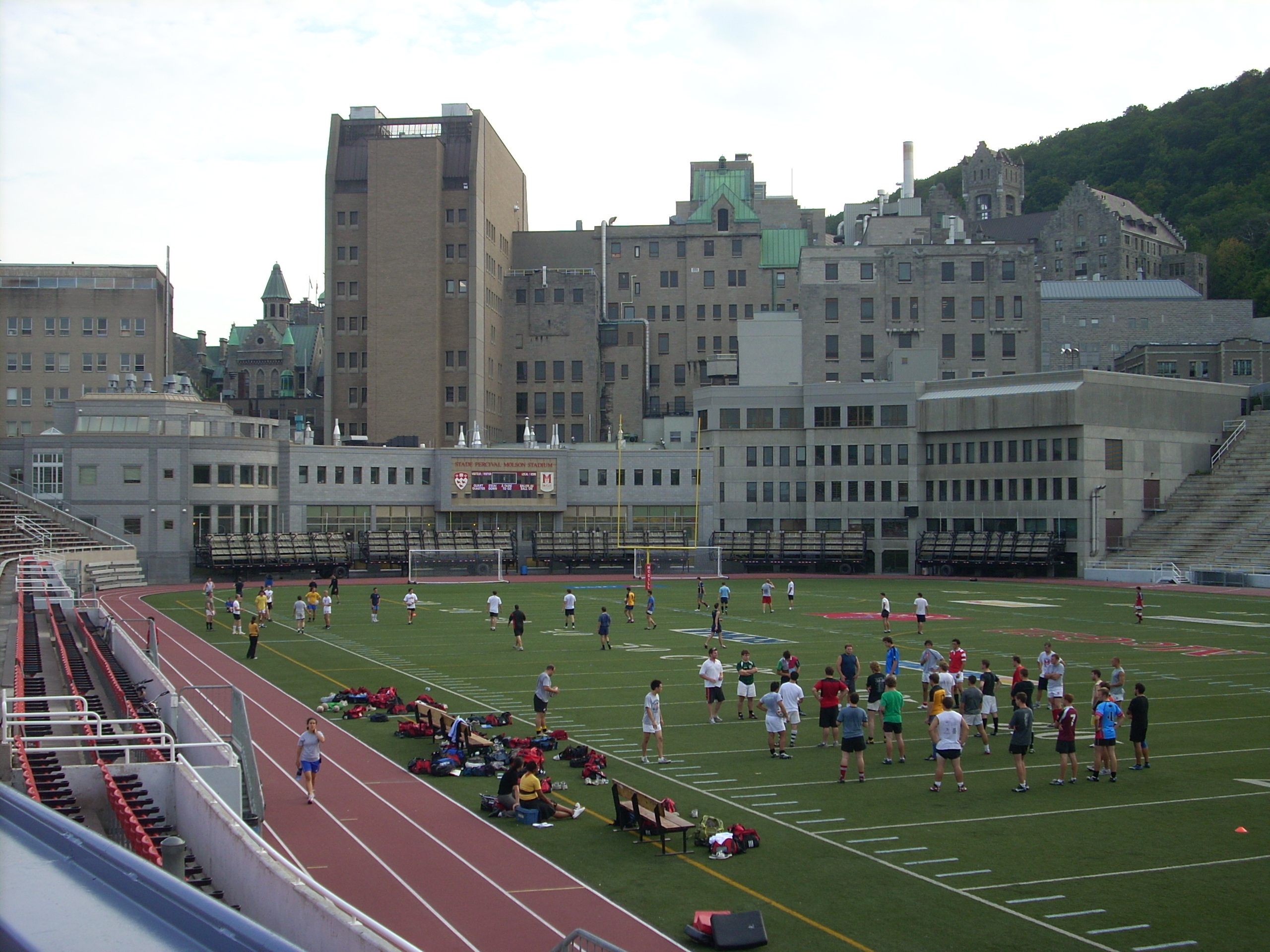
Das Stade Percival-Molson, Austragungsort des Hockeyturniers

Eine der bekanntesten Sportstätten in Montreal war das 1924 gebaute Forum de Montréal mit einem Fassungsvermögen von 18.000 Zuschauern. Es war damals das Eishockeystadion der NHL-Mannschaft Montreal Canadiens und wurde während der Spiele für das Turnen, einzelne Volleyball- und Handballspiele, sowie für Boxkämpfe genutzt. Im Winter Stadium, auf dem Gelände der Université de Montreál, fanden die Fechtwettkämpfe statt, während im Stade Percival-Molson auf dem Gelände der McGill University die Hockeyspiele ausgetragen wurden.

### Sportstätten außerhalb von Montreal
46 Kilometer südlich von Montreal, im Dorf L’Acadie, wurde auf dem Gelände eines Schützenvereines eine provisorische Schießanlage errichtet. Hier fanden die Wettbewerbe im Gewehr- und Pistolenschießen und auch in den Wurfscheibendisziplinen statt. Die Schießstände für Gewehr und Pistole wurden nach den Spielen wieder abgerissen, es existieren nur noch die Wurfscheibenbahnen. Für das Bogenschießen nutzte man ebenfalls das Gelände eines Schützenvereines. Im 63 Kilometer nordöstlich von Montreal gelegenen Joliette erweiterte man das bereits vorhandene Gelände und versah es für die Spiele mit provisorischen Tribünen für 2.000 Zuschauer.
Die Reiterwettbewerbe fanden mit Ausnahme des Mannschaftsspringens in Bromont, 70 Kilometer östlich von Montreal, statt. In dem natürlichen Amphitheater fanden 35.000 Zuschauer Platz. Noch weiter entfernt waren die olympischen Segelreviere vor Kingston im Ontariosee. In der 290 Kilometer westlich von Montreal gelegenen Stadt errichtete man einen Segelhafen unmittelbar neben dem Gefängnis. Die Vorrundenspiele im Fußball wurden in Toronto, Ottawa und Sherbrooke ausgetragen.

### Unterbringung

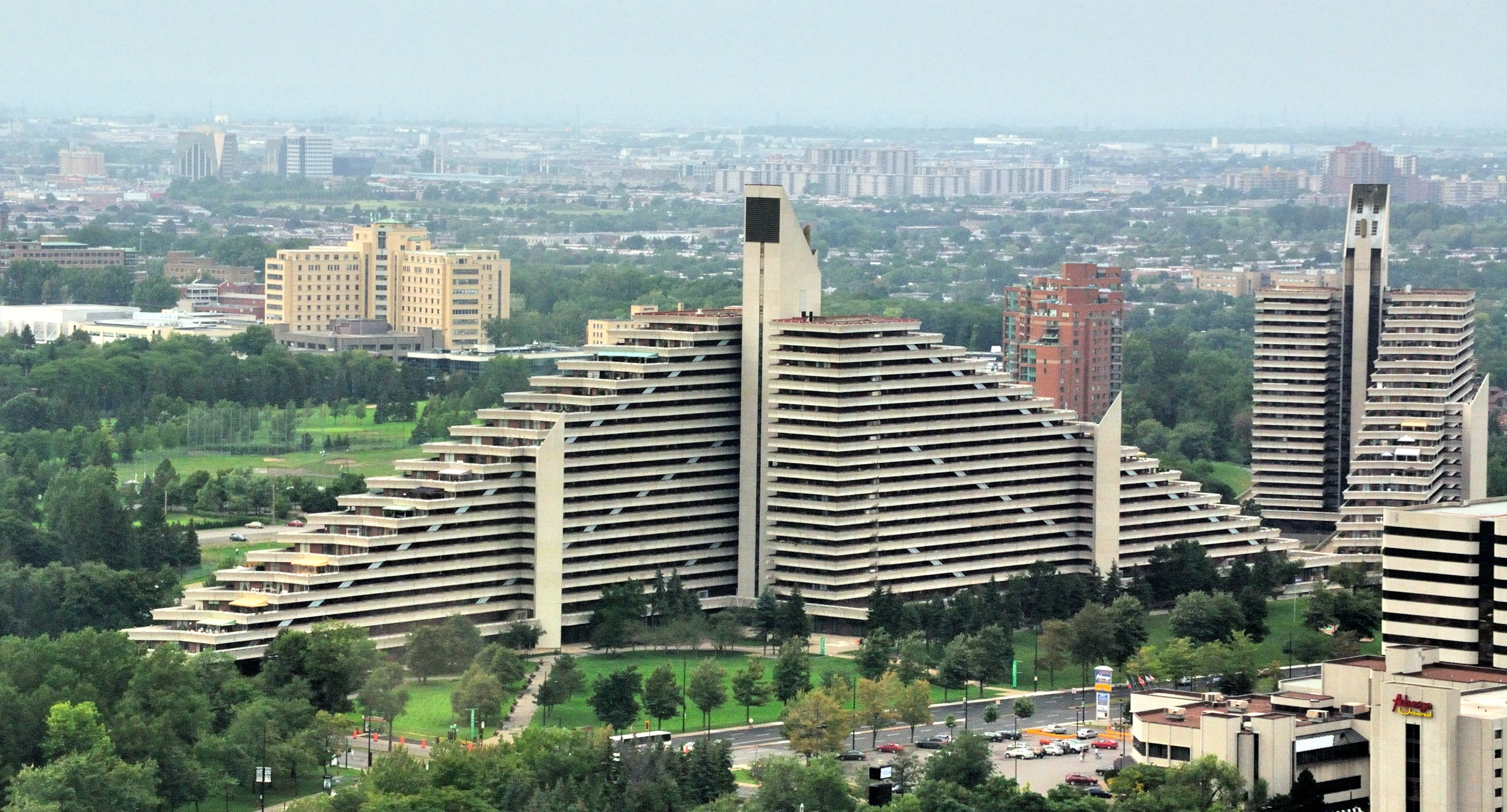
Olympisches Dorf Montreal

Nur durch eine Straße getrennt vom Parc Olympique befand sich das olympische Dorf. In den beiden, ebenfalls von Roger Taillibert entworfenen, pyramidenförmigen Hochhausblöcken waren während der Spiele 9000 Athleten, Trainer und Funktionäre untergebracht. Jede der beiden Pyramiden bestand aus zwei Türmen mit je 23 Stockwerken. Einer der vier Türme war ausschließlich für weibliche Athleten und Funktionäre reserviert. Allerdings war dieser Bereich über die Verbindung im Erdgeschoss und über die Balkone des Nachbarturmes problemlos auch für männlichen Bewohner zu erreichen, sodass die ursprünglich vom IOC geforderte Trennung im Prinzip nicht gegeben war. Im Erdgeschoss der Türme befanden sich die Verwaltung des Dorfes, die Athletenkantine, eine Cafeteria und Räume für medizinische Einrichtungen. In den oberen Stockwerken war Platz für 980 Wohnungen, von denen jede mit 5 bis 14 Sportlern und Funktionären belegt war. Die aus Ahornholz gefertigte, eher spartanische Ausstattung bestand aus einem Bett, einem Schrank, einem Nachtkästchen mit Leselampe und einem Stuhl für jeden Bewohner. Nach den Spielen wurden die Wohnungen umgebaut, vermietet und 1998 an eine private Betreibergesellschaft verkauft.
Neben dem Turm für die Frauen befindet sich ein sechsstöckiges Gebäude, das als Mädchenschule genutzt wird. Dieses Gebäude diente für die Dauer der Spiele als Internationales Zentrum des olympischen Dorfes. Darin befanden sich Kultur- und Erholungseinrichtungen wie eine Diskothek, ein Kino, Einkaufsmöglichkeiten, Gebetsräume für verschiedene Religionen, eine Bibliothek und verschiedene Sporteinrichtungen. In Bromont und Kingston wurden zwei weitere kleine olympische Dörfer errichtet.

## Teilnehmer
16 afrikanische Länder verzichteten auf die Teilnahme an den Spielen. Grund dafür war eine Tour der neuseeländischen Rugby-Union-Nationalmannschaft durch Südafrika. Die All Blacks hatten mit ihrer Südafrika-Tour den internationalen Sportbann gegen den Apartheid-Staat gebrochen. Den ursprünglich von den Afrikanern geforderten Ausschluss Neuseelands von den Spielen verweigerte das IOC. Nach dem Beginn der Spiele schlossen sich weitere afrikanische Staaten dem Boykott an und zogen ihre Athleten ab. Zu diesem Schritt entschloss sich aus Solidarität auch das südamerikanische Guyana und südostasiatisch Burma. Die Republik China (Taiwan) war – im Gegensatz zur Volksrepublik China – offiziell eingeladen. Da sich der kanadische Premierminister Pierre Trudeau eine verbesserte Beziehung zur Volksrepublik China erhoffte, sollte die Mannschaft jedoch nicht unter dem, ihrem Selbstverständnis nach korrekten, Namen „Republik China“, sondern als „Taiwan“ teilnehmen. Aus diesem Grund zog sich das Land von den Spielen bis 1984 zurück. Insgesamt boykottierten 28 Staaten die Spiele in Montreal.
| Europa (3.571 Athleten aus 32 Nationen) | Europa (3.571 Athleten aus 32 Nationen) | Europa (3.571 Athleten aus 32 Nationen) |
| --- | --- | --- |
| - Andorra * (3) - Belgien (106) - Bulgarien (158) - Dänemark (69) - DDR (274) - BR Deutschland (289) - Finnland (83) - Frankreich (213) - Griechenland (37) - Großbritannien (249) - Irland (44)                                  | - Island (13) - Israel (26) - Italien (210) - Jugoslawien (90) - Liechtenstein (6) - Luxemburg (8) - Monaco (10) - Niederlande (103) - Norwegen (66) - Österreich (60) - Polen (207)             | - Portugal (19) - Rumänien (157) - San Marino (10) - Schweden (116) - Schweiz (54) - Sowjetunion (410) - Spanien (113) - Tschechoslowakei (163) - Türkei (27) - Ungarn (178)                  |
| Amerika (1.575 Athleten aus 33 Nationen) | | |
| - Amerikanische Jungferninseln (18) - Antigua und Barbuda * (9) - Argentinien (69) - Bahamas (10) - Barbados (10) - Belize (4) - Bermuda (16) - Bolivien (4) - Brasilien (79) - Cayman Islands * (4) - Chile (7) - Costa Rica (5) | - Dominikanische Republik (11) - Ecuador (5) - Guatemala (29) - Guyana BE - Haiti (12) - Honduras (3) - Jamaika (20) - Kanada (391) - Kolumbien (35) - Kuba (156) - Mexiko (97) - Nicaragua (14) | - Niederländische Antillen (4) - Panama (8) - Paraguay (4) - Peru (13) - Puerto Rico (80) - Suriname (3) - Trinidad und Tobago (12) - Uruguay (9) - Vereinigte Staaten (403) - Venezuela (32) |
| Asien (616 Athleten aus 17 Nationen) | | |
| - Hongkong (25) - Indien (26) - Indonesien (7) - Iran (84) - Japan (213) - Korea, DVR (38) | - Korea, Republik (50) - Kuwait (14) - Libanon (3) - Malaysia (23) - Mongolei (33) - Nepal (1)                                                                                                   | - Pakistan (24) - Philippinen (14) - Saudi-Arabien (14) - Singapur (4) - Thailand (43) |
| Ozeanien (273 Athleten aus 4 Nationen) | | |
| - Australien (182) - Fidschi (2) | - Neuseeland (84) | - Papua-Neuguinea * (5) |
| Afrika (86 Athleten aus 6 Nationen) | | |
| - Ägypten BT (29) - Elfenbeinküste (8) - Kamerun BT (4) | - Mali BE - Marokko BT (9) - Senegal (21) | - Swasiland BE - Tunesien BT (15) |
| (Anzahl der Athleten) * erstmalige Teilnahme an Sommerspielen BT schlossen sich nach ein paar Wettkampftagen dem Boykott an BE schlossen sich nach der Eröffnungsfeier dem Boykott an                                             | | |

## Medaillen

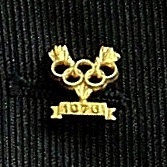
Anstecknadel des IOC für olympische Medaillengewinner (hier Version für Goldmedaillengewinner der Sommerspiele 1976)

Für die XXI. Olympischen Sommerspiele wurden insgesamt 1277 Medaillen bei der Royal Canadian Mint in Ottawa in Auftrag gegeben. Die 420 Gold-, 420 Silber- und 437 Bronzemedaillen hatten einen Durchmesser von 60 und eine Dicke von 6 Millimetern. Wie bei allen Sommerspielen seit 1928 zeigt die Vorderseite die von Giuseppe Cassioli entworfene Siegesgöttin. Die Rückseite wurde neu gestaltet und zeigt einen Olivenkranz und das Emblem der Spiele von Montreal. Am Rand der Medaillen war die Sportart eingraviert, in der die Medaille gewonnen wurde. Wie schon bei den Spielen von München wurden die Medaillen an Ketten befestigt.
Medaillengewinner erhielten ferner ein Olympisches Diplom sowie eine mit der Jahreszahl der Spiele versehene Anstecknadel des IOC, welche je nach der errungenen Medaille in Gold, Silber oder Bronze ausgeführt ist.

## Wettkampfprogramm
In Montreal fanden 198 Wettbewerbe (130 für Männer, 49 für Frauen und 19 offene Wettbewerbe) in 21 Sportarten/27 Disziplinen statt. Das waren 3 Wettkämpfe mehr aber eine Disziplin weniger – die Anzahl der Sportarten blieb gleich – als in München 1972. Nachfolgend die Änderungen zu im Detail:
- Debüt der Frauen in den Mannschaftssportarten Basketball und Handball.
- Beim Kanu wurde das Programm um C1 500 m, C2 500 m, K1 500 m und K2 500 m für Männer erweitert.
- Die Disziplin Kanuslalom (C1, C2 und K1 für Männer und K1 für Frauen) entfiel.
- In der Leichtathletik entfiel das 50-km-Gehen für Männer.
- Im Bahnradsport wurde das Tandem für Männer aus dem Programm genommen.
- Debüt der Frauen im Rudern mit Einer, Zweier ohne Steuermann, Doppelzweier, Vierer mit Steuermann, Doppelvierer mit Steuerfrau und Achter. Darüber hinaus wurde der Doppelvierer für Männer hinzugefügt.
- Im Schießen entfiel die offenen Klasse Freies Gewehr – Dreistellungskampf 300 m.
- Beim Schwimmen nahm man die 200 m Lagen für Männer und Frauen aus dem Programm – und die 4 × 100-m-Freistilstaffel für Männer entfiel.
- Im Segeln wurden die offenen Bootsklassen 470er und Tornado eingeführt. Die offenen Bootsklassen Star und Drachen entfielen.

### Olympische Sportarten/Disziplinen
- Basketball Gesamt (2) = Männer (1)/Frauen (1)
- Bogenschießen Gesamt (2) = Männer (1)/Frauen (1)
- Boxen Gesamt (11) = Männer (11)
- Fechten Gesamt (8) = Männer (6)/Frauen (2)
- Fußball Gesamt (1) = Männer (1)
- Gewichtheben Gesamt (9) = Männer (9)
- Handball Gesamt (2) = Männer (1)/Frauen (1)
- Hockey Gesamt (1) = Männer (1)
- Judo Gesamt (6) = Männer (6)
- Kanu Gesamt (11) = Männer (9)/Frauen (2)
- Leichtathletik Gesamt (37) = Männer (23)/Frauen (14)
- Moderner Fünfkampf Gesamt (2) = Männer (2)
- Radsport
  -  Bahn Gesamt (4) = Männer (4)
  -  Straße Gesamt (2) = Männer (2)
- Reiten
  -  Dressur Gesamt (2) = Offen (2)
  -  Springen Gesamt (2) = Offen (2)
  -  Vielseitigkeit Gesamt (2) = Offen (2)
- Ringen
  -  Freistil Gesamt (10) = Männer (10)
  -  Griechisch-römisch Gesamt (10) = Männer (10)
- Rudern Gesamt (14) = Männer (8)/Frauen (6)
- Schießen Gesamt (7) = Offen (7)
- Schwimmsport
  -  Schwimmen Gesamt (26) = Männer (13)/Frauen (13)
  -  Wasserball Gesamt (1) = Männer (1)
  -  Wasserspringen Gesamt (4) = Männer (2)/Frauen (2)
- Segeln Gesamt (6) = Offen (6)
- Turnen Gesamt (14) = Männer (8)/Frauen (6)
- Volleyball Gesamt (2) = Männer (1)/Frauen (1)

Anzahl der Wettkämpfe in Klammern

### Zeitplan
| Zeitplan           | Zeitplan           | Zeitplan | Zeitplan | Zeitplan | Zeitplan | Zeitplan | Zeitplan | Zeitplan | Zeitplan | Zeitplan | Zeitplan | Zeitplan | Zeitplan | Zeitplan | Zeitplan | Zeitplan | Zeitplan | Zeitplan           | Zeitplan  | Zeitplan |
| Disziplin          | Disziplin          | Sa. 17.  | So. 18.  | Mo. 19.  | Di. 20.  | Mi. 21.  | Do. 22.  | Fr. 23.  | Sa. 24.  | So. 25.  | Mo. 26.  | Di. 27.  | Mi. 28.  | Do. 29.  | Fr. 30.  | Sa. 31.  | So. 1.   | Ent- schei- dungen | Zuschauer |          |
| Disziplin          | Disziplin          | Juli     | Juli     | Juli     | Juli     | Juli     | Juli     | Juli     | Juli     | Juli     | Juli     | Juli     | Juli     | Juli     | Juli     | Juli     | Aug.     | Ent- schei- dungen | Zuschauer |          |
| ------------------ | ------------------ | -------- | -------- | -------- | -------- | -------- | -------- | -------- | -------- | -------- | -------- | -------- | -------- | -------- | -------- | -------- | -------- | ------------------ | --------- | -------- |
| Eröffnungsfeier    | Eröffnungsfeier    |          |          |          |          |          |          |          |          |          |          |          |          |          |          |          |          |                    | 067.050   |          |
| Basketball         | Basketball         |          |          |          |          |          |          |          |          |          | 1        | 1        |          |          |          |          |          | 2                  | 168.707   |          |
| Bogenschießen      | Bogenschießen      |          |          |          |          |          |          |          |          |          |          |          |          |          | 2        |          |          | 2                  | 012.502   |          |
| Boxen              | Boxen              |          |          |          |          |          |          |          |          |          |          |          |          |          |          | 11       |          | 11                 | 128.625   |          |
| Fechten            | Fechten            |          |          |          |          | 1        | 1        | 1        | 1        | 1        |          | 1        | 1        | 1        |          |          |          | 8                  | 024.517   |          |
| Fußball            | Fußball            |          |          |          |          |          |          |          |          |          |          |          |          |          |          | 1        |          | 1                  | 581.469   |          |
| Gewichtheben       | Gewichtheben       |          | 1        | 1        | 1        | 1        | 1        |          | 1        | 1        | 1        | 1        |          |          |          |          |          | 9                  | 033.275   |          |
| Handball           | Handball           |          |          |          |          |          |          |          |          |          |          |          | 2        |          |          |          |          | 2                  | 060.483   |          |
| Hockey             | Hockey             |          |          |          |          |          |          |          |          |          |          |          |          |          | 1        |          |          | 1                  | 098.427   |          |
| Judo               | Judo               |          |          |          |          |          |          |          |          |          | 1        | 1        | 1        | 1        | 1        | 1        |          | 6                  | 068.015   |          |
| Kanu               | Kanu               |          |          |          |          |          |          |          |          |          |          |          |          |          | 6        | 5        |          | 11                 | 035.175   |          |
| Leichtathletik     | Leichtathletik     |          |          |          |          |          |          | 2        | 3        | 4        | 6        |          | 5        | 5        | 4        | 8        |          | 37                 | 786.042   |          |
| Moderner Fünfkampf | Moderner Fünfkampf |          |          |          |          |          | 2        |          |          |          |          |          |          |          |          |          |          | 2                  | 017.338   |          |
| Radsport           | Bahn               |          |          |          | 1        |          | 1        |          | 2        |          |          |          |          |          |          |          |          | 4                  | 035.917   |          |
| Radsport           | Straße             |          | 1        |          |          |          |          |          |          |          | 1        |          |          |          |          |          |          | 2                  | 035.917   |          |
| Reitsport          | Dressur            |          |          |          |          |          |          |          |          |          |          |          |          | 1        | 1        |          |          | 2                  | 187.607   |          |
| Reitsport          | Springen           |          |          |          |          |          |          |          |          |          |          | 1        |          |          |          |          | 1        | 2                  | 187.607   |          |
| Reitsport          | Vielseitigkeit     |          |          |          |          |          |          |          |          | 2        |          |          |          |          |          |          |          | 2                  | 187.607   |          |
| Ringen             | Freistil           |          |          |          |          |          |          |          |          |          |          |          |          |          |          | 10       |          | 10                 | 045.869   |          |
| Ringen             | Griech.-röm.       |          |          |          |          |          |          |          | 10       |          |          |          |          |          |          |          |          | 10                 | 045.869   |          |
| Rudern             | Rudern             |          |          |          |          |          |          |          | 6        | 8        |          |          |          |          |          |          |          | 14                 | 055.025   |          |
| Schießen           | Schießen           |          | 1        | 1        | 1        | 1        |          | 2        | 1        |          |          |          |          |          |          |          |          | 7                  | 06.232    |          |
| Schwimmsport       | Schwimmen          |          | 2        | 4        | 3        | 4        | 4        |          | 4        | 5        |          |          |          |          |          |          |          | 26                 | 193.344   |          |
| Schwimmsport       | Wasserball         |          |          |          |          |          |          |          |          |          |          | 1        |          |          |          |          |          | 1                  | 193.344   |          |
| Schwimmsport       | Wasserspringen     |          |          |          | 1        |          | 1        |          |          | 1        |          | 1        |          |          |          |          |          | 4                  | 193.344   |          |
| Segeln             | Segeln             |          |          |          |          |          |          |          |          |          |          | 6        |          |          |          |          |          | 6                  | 02.078    |          |
| Turnen             | Turnen             |          |          | 1        | 1        | 2        | 4        | 6        |          |          |          |          |          |          |          |          |          | 14                 | 172.359   |          |
| Volleyball         | Volleyball         |          |          |          |          |          |          |          |          |          |          |          |          |          | 2        |          |          | 2                  | 139.348   |          |
| Schlussfeier       | Schlussfeier       |          |          |          |          |          |          |          |          |          |          |          |          |          |          |          |          |                    | 068.197   |          |
| Entscheidungen     | Entscheidungen     |          | 5        | 7        | 8        | 9        | 13       | 12       | 28       | 21       | 11       | 12       | 10       | 8        | 17       | 36       | 1        | 198                |           |          |
|                    |                    | Sa. 17.  | So. 18.  | Mo. 19.  | Di. 20.  | Mi. 21.  | Do. 22.  | Fr. 23.  | Sa. 24.  | So. 25.  | Mo. 26.  | Di. 27.  | Mi. 28.  | Do. 29.  | Fr. 30.  | Sa. 31.  | So. 1.   |                    |           |          |
| Juli               | Juli               | Juli     | Juli     | Juli     | Juli     | Juli     | Juli     | Juli     | Juli     | Juli     | Juli     | Juli     | Juli     | Juli     | Aug.     |          |          |                    |           |          |

Farblegende

### Basketball
Im Basketball wurde wie erwartet der große Favorit USA Olympiasieger, der im Finale die Mannschaft aus Jugoslawien bezwingen konnte. Im erstmals ausgetragenen Frauenwettbewerb siegte die Mannschaft aus der Sowjetunion über das Team der USA.

### Bogenschießen
Die in Joliette ausgetragenen Bogenschießwettbewerbe dominierte der US-Amerikaner Darrell Pace. Er gewann nach vier Wettkampftagen, an denen über die Distanzen von 30, 50, 70 und 90 Metern insgesamt 288 Pfeile abgeschossen werden mussten, mit einem riesigen Vorsprung von 69 Ringen vor dem Japaner Hiroshi Michinaga und dem Italiener Giancarlo Ferrari. Die Damenkonkurrenz über Distanzen von 30, 50, 60 und 70 Metern sah eine ähnliche Dominanz der Olympiasiegerin. Die Landsfrau von Pace, die Amerikanerin Luann Ryon siegte mit einem Vorsprung von 39 Ringen vor der Sowjetschützin Walentyna Kowpan, die wiederum 53 Ringe Vorsprung vor ihrer Landsfrau Sebinisso Rustamowa hatte.

### Boxen
Das olympische Boxturnier, bei dem in elf Gewichtsklassen um Medaillen gekämpft wurde, stand in erster Linie im Zeichen der Boxer aus den USA und aus Kuba. Allein sieben Mitglieder der amerikanischen Boxstaffel kehrten mit Medaillen nach Hause. Unter den Olympiasiegern waren auch die Spinks-Brüder Leon und Michael, sowie Sugar Ray Leonard, die später ins Profigeschäft wechselten und Weltmeister werden konnten. Obwohl die kubanischen Boxer drei Goldmedaillen gewannen, verloren sie ihre Dominanz an die US-Kämpfer, die ihrerseits fünfmal auf dem obersten Podest standen. Dabei waren die Amerikaner in allen drei direkten Vergleichen gegen die Kubaner erfolgreich. Dem Kubaner Teófilo Stevenson gelang es als erstem Schwergewichtsboxer, seinen Olympiasieg zu verteidigen. Im Weltergewicht gewann Jochen Bachfeld vom SC Traktor Schwerin für die DDR die Goldmedaille. Er setzte sich gegen seinen Kontrahenten Pedro Gamarro (Venezuela) durch. Richard Nowakowski, der ebenfalls beim SC Traktor Schwerin trainiert, erkämpfte sich die Silbermedaille im Federgewicht.

### Fechten
Das Fechten wurde vor allem von den Athleten aus der Sowjetunion und der Bundesrepublik dominiert. Die sowjetischen Fechter errangen in der Säbelkonkurrenz einen Dreifachsieg, auch im Mannschaftswettbewerb mit dem Säbel und im Florett der Frauen gewannen sie die Goldmedaille. Die deutschen Fechter erreichten durch Alexander Pusch und Jürgen Hehn einen Doppelsieg im Degeneinzel, sowie Silber mit der Mannschaft, noch vor dem Schweizer Team, das Bronze gewann. Unter den Olympiasiegern war auch der seit 2013 amtierende Präsident des IOC, Thomas Bach, der mit der deutschen Florettmannschaft die Goldmedaille gewinnen konnte.

### Fußball
Im Fußball errang mit der DDR-Nationalmannschaft zum ersten und einzigen Mal eine deutsche Herren-Mannschaft eine Goldmedaille vor dem WM-Dritten von 1974, Polen.

### Gewichtheben
Die Gewichtheberwettbewerbe in der St. Michel-Arena wurden vollständig von den osteuropäischen Athleten dominiert. In den neun Gewichtsklassen gingen allein sieben Goldmedaillen an Heber aus der Sowjetunion, zweimal waren Sportler aus Bulgarien die Olympiasieger. Dabei wurden zwei Welt- und fünf olympische Rekorde aufgestellt. Gegenüber den Spielen von München 1972, bei denen noch ein Dreikampf aus Reißen, Stoßen und Drücken verlangt wurde, reduzierte man das Programm auf einen Zweikampf aus Reißen und Stoßen. Der Olympiasieger von München, Wassili Alexejew aus der Sowjetunion, konnte dabei seinen Titel im Superschwergewicht mit einer Last von 440 kg erfolgreich verteidigen.
Die beiden bulgarischen Gewichtheber Walentin Christow und Blagoj Blagoew holten ursprünglich eine Gold- und Silbermedaille, sie wurden jedoch des Dopings überführt und ihre Medaillen aberkannt.

### Handball
Erstmals war ein Handballturnier für Frauen ins olympische Programm aufgenommen worden. Gespielt wurde eine einfache Runde mit sechs Mannschaften. Siegerinnen wurden die Sowjetunion vor der Deutschen Demokratischen Republik und Ungarn. Auch bei den Männern gewann die Sowjetunion Gold, Silber ging an Rumänien und Bronze an Polen. Die Mannschaft der Bundesrepublik Deutschland wurde Vierter.

### Hockey
Die zwölf für das olympische Hockeyturnier qualifizierten Mannschaften mussten zum ersten Mal in der olympischen Geschichte ihre Spiele auf Kunstrasen durchführen. Da Kenia sich dem Boykott der Spiele anschloss und seine Mannschaft zurückzog, wurde das Turnier in zwei Gruppen zu sechs und fünf Mannschaften ausgetragen. Experten sahen im Vorfeld der Spiele die Teams von Pakistan, Indien und Titelverteidiger Bundesrepublik Deutschland als klare Favoriten an, doch nach der Vorrunde waren die Inder und die Deutschen bereits ausgeschieden. Allein Pakistan erreichte als Gruppenerster der Gruppe B mit 7:1 Punkten das Halbfinale gegen Australien. Die Gruppe A wurde von der niederländischen Mannschaft verlustpunktfrei gewonnen, die im Halbfinale auf Neuseeland traf, das zuvor noch ein Entscheidungsspiel gegen Spanien mit 1:0 nach Verlängerung gewann. Das Finale erreichten schließlich Neuseeland und Australien, das die Neuseeländer mit 1:0 gewannen. Die Bronzemedaille ging am Ende noch an Pakistan.

### Judo
Die japanische Kampfsportart Judo wurde von ihrem Mutterland dominiert. Drei Olympiasiege von sechs möglichen wurden von Athleten aus Japan errungen.

### Kanu
Bei den Kanuwettbewerben, die ebenso wie das Rudern auf der Regattastrecke neben dem Sankt Lorenz Strom abgehalten wurden, waren die Sportler aus der DDR sehr erfolgreich. Allein drei Olympiasiege konnten hier errungen werden.

### Leichtathletik

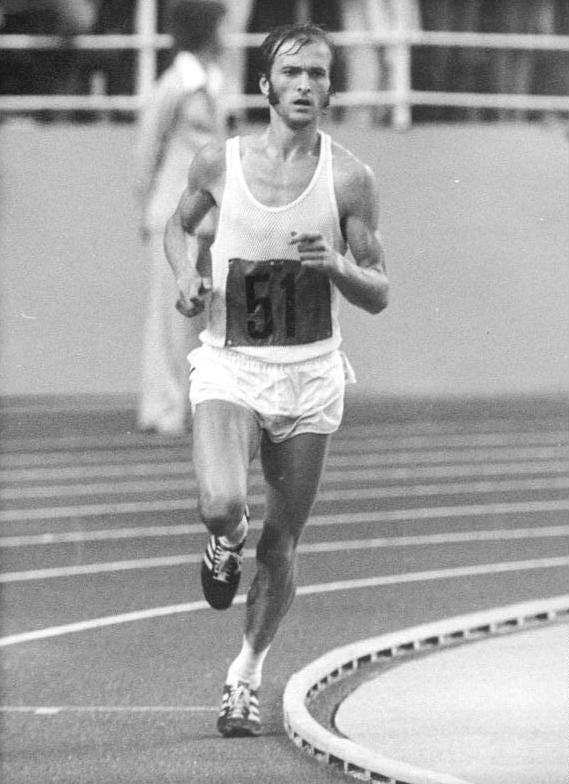
Waldemar Cierpinski bei seinem Olympiasieg in Montreal

In der Leichtathletik wurden 37 Wettbewerbe ausgetragen, einer weniger als in München 1972. Das 50-km-Gehen fand nicht statt, stand aber schon in Moskau 1980 wieder im Programm.
Wie schon in München konnten die US-amerikanischen Sprinter in den Einzelwettbewerben keinen Olympiasieg erringen, die Gewinner kamen mit Hasely Crawford aus Trinidad und Tobago über 100 Meter, Donald Quarrie aus Jamaika über 200 Meter und Alberto Juantorena aus Kuba über 400 und 800 Meter allesamt aus der Karibik. Auf den langen Strecken dominierte der Finne Lasse Virén. Er gewann die 5000 und 10.000 Meter. Den Marathonlauf gewann zum ersten Mal ein Deutscher. Waldemar Cierpinski aus der DDR siegte vor dem Olympiasieger von München, Frank Shorter. Im Zehnkampf kam es zu einem spannenden Duell zwischen dem US-Amerikaner Bruce Jenner und dem bundesdeutschen Guido Kratschmer, das der US-Athlet für sich entschied. Wiktor Sanejew aus der Sowjetunion gewann in Montreal zum dritten Mal hintereinander Gold im Dreisprung.
Bei den Damen stellte Annegret Richter aus Dortmund im Halbfinale über 100 Meter mit 11,01 s einen neuen Weltrekord auf. Im Finale konnte sie die Olympiasiegerin von München, Renate Stecher aus der DDR, auf den Silberrang verweisen. In den anderen Disziplinen waren Athletinnen aus der DDR sehr erfolgreich und gewannen neun Goldmedaillen, darunter der Dreifachsieg im Fünfkampf durch Siegrun Siegl, Christine Laser und Burglinde Pollak.

### Moderner Fünfkampf
Im Modernen Fünfkampf war die Mannschaft aus Großbritannien und im Einzel der Pole Janusz Pyciak-Peciak erfolgreich. Der für die Sowjetunion startende Ukrainer Borys Onyschtschenko aus Kiew wurde wegen Betruges disqualifiziert. Der ehemalige Weltmeister hatte seinen Degen mit einem Kontaktknopf präpariert um bei der elektronischen Trefferanzeige beim Gegner Treffer anzeigen zu lassen, obwohl dieser nicht getroffen wurde.

### Radsport
Im Radsport war der Wettbewerb im Tandem entfallen. Im olympischen Velodrom von Montreal war der bundesdeutsche Gregor Braun der erfolgreichste Teilnehmer. Er gewann in der Einzelverfolgung und mit dem Bahnvierer jeweils die Goldmedaille. Im 1000-Meter-Zeitfahren siegte der DDR-Fahrer Klaus-Jürgen Grünke mit deutlichem Vorsprung von fast zwei Sekunden vor dem Belgier Michel Vaarten. Für einen der Mitfavoriten war das Rennen schon nach drei Metern zu Ende. Der sowjetische Fahrer Eduard Rapp glaubte, einen Fehlstart verursacht zu haben und kehrte auf der Bahn um. Er wurde jedoch nicht zurückgeschossen, und die Zeit lief weiter.
Beim Straßenrennen über 175 Kilometer auf den regennassen Straßen von Montreal kam es zu einem Skandal. Hinter dem nach einem Ausreißversuch souverän als erster ins Ziel kommenden Bernt Johansson aus Schweden gewann der bundesdeutsche Fahrer Klaus-Peter Thaler den Sprint der Verfolgergruppe. Da er aber die gerade Fahrlinie verlassen und dadurch angeblich andere Fahrer behindert hatte, wurde er von der Jury distanziert und auf Platz neun gesetzt. Davon profitierten der Italiener Giuseppe Martinelli und der Pole Mieczysław Nowicki, die dadurch Silber und Bronze gewannen und das obwohl die beiden den gleichen Verstoß begangen hatten wie Thaler. Wie später bekannt wurde, setzte sich die Jury aus einem Italiener, einem Polen und aus einem Kampfrichter aus der DDR zusammen.

### Ringen
Im Ringen wurden zwanzig Wettbewerbe ausgetragen, je zehn im griechisch-römischen Stil und im Freistil. 1973 war begonnen worden, die Regeln grundlegend zu überarbeiten, um die Wettkämpfe schneller und attraktiver zu machen. Unter anderem wurde die runde Matte eingeführt und das Unentschieden abgeschafft.

### Reiten
In der Einzelkonkurrenz der Springreiter siegte Alwin Schockemöhle auf seinem Pferd Warwick Rex. Er beendete den Wettkampf ohne Fehlerpunkte gerade noch rechtzeitig, bevor ein schweres Gewitter aufzog. Im Dressurreiten gewann die Mannschaft der Bundesrepublik die Goldmedaille und Christine Stückelberger in der Einzelwertung die einzige Goldmedaille für die Schweiz, während die Military-Konkurrenzen im Einzel und der Mannschaft von Reitern aus den USA dominiert wurden.

### Rudern
In Montreal wurde zum ersten Mal das Rudern der Frauen in das olympische Programm aufgenommen. Erwähnenswert ist, dass alle für die DDR gestarteten Athleten mit Medaillen nach Hause fahren konnten, von denen neun aus Gold waren. Die Männer der DDR-Rudermannschaft gewannen Gold im Zweier mit und ohne Steuermann, im Vierer ohne Steuermann, im Doppelvierer und im Achter, die DDR-Damen siegten mit Christine Scheiblich im Einer, im Doppelvierer mit Steuerfrau, im Vierer mit Steuerfrau und im Achter.

### Schießen
Im Schießen wurde das Programm gegenüber den Spielen von München um einen Wettbewerb reduziert. Wegen des hohen Aufwandes verzichtete man auf die Disziplin Freies Gewehr. Ansonsten waren die Schießwettbewerbe auf den provisorischen Schießständen von L’Acadie gerade für die deutschen Teilnehmer sehr erfolgreich. Allein drei Wettbewerbe endeten mit deutschen Doppelsiegen. In der Disziplin Freie Pistole belegten mit Uwe Potteck und Harald Vollmar, bei der Schnellfeuerpistole mit Norbert Klaar und Jürgen Wiefel jeweils zwei Athleten aus der DDR den Gold- und Silberrang. Beim Wettbewerb im Kleinkalibergewehr liegend siegten mit Karlheinz Smieszek und Ulrich Lind zwei Athleten aus der Bundesrepublik. Die einzige Medaille für Österreich wurde im Schießen errungen. Rudolf Dollinger aus Innsbruck gewann, wie auch schon vier Jahre zuvor in München, mit der Freien Pistole Bronze.

### Schwimmen
Das Schwimmen bei den Herren wurde eindeutig von den USA beherrscht. Alle Goldmedaillen außer der über 200 Meter Brust, die der Brite David Wilkie errang, gingen an Schwimmer aus dem US-Team unter Cheftrainer Counsilman. Erfolgreichster Sportler war dabei John Naber mit vier Olympiasiegen. Insgesamt gewannen die Amerikaner 27 Medaillen und erzielten dabei vier Dreifach- und fünf Doppelsiege. Außer über 100 Meter Schmetterling wurde jeweils ein neuer Weltrekord aufgestellt.
Fast die gleiche Dominanz wie bei den Herren hatte bei den Damen die Mannschaft der DDR. Sie konnte elf Goldmedaillen mit nach Hause nehmen, davon vier allein von Kornelia Ender. Nur die sowjetische Schwimmerin Marina Koschewaja über die 200 Meter Brust und die 4-mal-100-Meter-Staffel der USA schafften den Sprung auf das oberste Podest. Auch bei den Damen kam es zu einer Inflation von Rekorden; die Schwimmerinnen stellten zehn Welt- und drei olympische Rekorde auf.

#### Wasserball
Am Wasserballturnier nahmen 12 Mannschaften teil, die zunächst in drei Gruppen eine Vorrunde spielten. Die beiden Besten jeder Gruppe spielten in einer Finalrunde erneut jeder gegen jeden um die Medaillen. Gold gewann Ungarn vor Italien und den Niederlanden.

#### Wasserspringen
Im Wasserspringen wurden wie im Vorjahr vier Wettbewerbe ausgetragen, Kunstspringen und Turmspringen jeweils für Männer und Frauen. Der Italiener Klaus Dibiasi gewann zum dritten Mal in Serie die Goldmedaille im Turmspringen. Er erhielt als einziger Springer bei diesen Spielen die Bestnote Zehn für einen dreieinhalbfachen Vorwärtssalto.

### Segeln
Die olympischen Segelwettbewerbe auf dem Ontariosee vor Kingston waren die ersten in der olympischen Historie, die auf einem Binnengewässer ausgetragen wurden. Die Medaillen wurden dabei in sechs Bootsklassen vergeben. Die Regatta war vor allem für die deutschen Bootsbesatzungen sehr erfolgreich. In der 470er Jolle siegten Harro Bode und Frank Hübner aus der Bundesrepublik, sowie im Flying Dutchman die Brüder Eckart und Jörg Diesch, obwohl ihnen kein einziger Tagessieg gelang. Die Goldmedaille im Finn-Dinghy gewann Jochen Schümann aus der DDR. Seine Landsleute im Soling errangen den dritten Platz, genau so wie die bundesdeutsche Tornado-Besatzung Jörg Spengler/Jörg Schmall.
In der Tempest-Klasse siegte das schwedische Boot mit großem Vorsprung vor dem Duo aus der UdSSR mit Walentin Mankin, der seine dritte olympische Medaille gewann und dem US-Boot mit Dennis Conner an Bord, der vor allem als Sieger im America’s Cup bekannt wurde. In dieser Bootsklasse kam es zu einer Kuriosität, als die britischen Segler Warren und Hunt aus Frust über ihren 14. Platz und die Beschädigung an ihrem Boot dieses mitten auf dem See einfach anzündeten. Durch diese Aktion konnten sie sich auch die teuren Transportkosten zurück nach Großbritannien sparen. Im Finn-Dinghy trat der spätere Präsident des IOC, der Belgier Jacques Rogge an und belegte den 22. Platz.

### Turnen
Der Star dieser Olympischen Spiele war die erst 14-jährige rumänische Turnerin Nadia Comăneci. Für ihre Leistung am Stufenbarren errang sie als Erste eine 10,0. Im Laufe der Spiele gelang ihr das noch sieben weitere Male. Dadurch konnte sie drei Olympiasiege im Einzelmehrkampf, am Stufenbarren und am Schwebebalken erringen. Beim Turnen der Männer gewann Nikolai Andrianow aus der UdSSR vier Goldmedaillen, zwei Silbermedaillen und einmal Bronze.

### Volleyball
Beim Volleyballturnier der Männer wurde Polen zum ersten Mal Olympiasieger. Sie setzten sich im osteuropäischen Endspiel nach fünf Sätzen gegen die Sowjetunion durch. Kuba besiegte Japan im Duell um Bronze mit 3:0. Bei den Frauen kam es wie bei den ersten drei Turnieren erneut zum Finale zwischen Japan und der Sowjetunion. Nach zwei Niederlagen triumphierten diesmal wieder die Asiatinnen. Südkorea gewann gegen Ungarn die Bronzemedaille.

## Doping
Bei den Spielen von Montreal war es erstmals möglich, Sportler auf die Einnahme von Anabolika zu testen. Acht der positiv getesteten Athleten nahmen an den Gewichtheberwettkämpfen teil, darunter zwei Olympiasieger und ein Silbermedaillengewinner. Folgende Sportler wurden positiv getestet:
- Blagoj Blagoew (Bulgarien, Gewichtheben): Anabole Steroide → Aberkennung der Silbermedaille im Leichtschwergewicht
- Mark Cameron (USA, Gewichtheben): Anabole Steroide
- Paul Cerutti (Monaco, Schießen): Amphetamine
- Walentin Christow (Bulgarien, Gewichtheben): Anabole Steroide → Aberkennung der Goldmedaille im Schwergewicht
- Dragomir Cioroslan (Rumänien, Gewichtheben): Appetitzügler
- Phil Grippaldi (USA, Gewichtheben): Anabole Steroide
- Zbigniew Kaczmarek (Polen, Gewichtheben): Anabole Steroide → Aberkennung der Goldmedaille im Leichtgewicht
- Lorne Leibel (Kanada, Segeln): Phenylpropanolamin
- Arne Norrback (Schweden, Gewichtheben): Anabole Steroide
- Petr Pavlásek (ČSSR, Gewichtheben): Anabole Steroide
- Danuta Rosani (Polen, Leichtathletik): Anabole Steroide

## Nachwirkungen
Keine andere Ausrichterstadt litt derart lange unter den finanziellen Belastungen durch die Olympischen Spiele wie Montreal. Allein die Baukosten des Parc Olympique beliefen sich auf 1,4 Milliarden kanadische Dollar. Die Provinzregierung von Quebec erhob deshalb eine spezielle Tabaksteuer. Trotzdem dauerte es 30 Jahre, bis die Schulden abbezahlt waren. Das Wirtschaftswachstum in der Stadt ging zurück und die Armut und Stagnation von Montreal sind ein Spiegel der finanziellen Katastrophe von 1976. Am Ende soll die Stadt vor einem Schuldenberg in Höhe von 1,6 Milliarden kanadischen Dollar gestanden sein.